# 米易杜鹃
米易杜鹃（学名：Rhododendron miyiense）为杜鹃花科杜鹃花属下的一个种。

## 扩展阅读
維基物種上的相關：米易杜鹃